# Oksana Zabujko
Oksana Stefanivna Zabujko (în ucraineană Оксана Стефанівна Забужко; n. 19 septembrie 1960, Luțk, RSS Ucraineană) este o scriitoare, poetă și eseistă ucraineană. Zabujko scrie despre identitatea ucraineană și folosește adesea metodologia feministă și postcolonială.

## Viata și opera
După absolvirea școlii, Oksana Zabujko a studiat la Universitatea din Kiev. În 1987 s-a alăturat PCUS, urmat în același an de doctoratul la Institutul Filosofic al Academiei de Științe din Ucraina. În anii 1990 a lucrat ca profesor invitat la universitățile americane (Penn State, Pittsburgh și Universitatea Harvard). Din 1995 până în 2010 a fost vicepreședinta centrului PEN Ucraina. Ea predă scriere creativă la Universitatea din Kiev și scrie în mod regulat pentru reviste și ziare pe teme literare.
Opera ei a fost tradusă în mai multe limbi și printre altele a primit Premiul pentru Poezie Global Commitment Foundation Poetry în 1997. De la mijlocul anilor 1980, Zabujko a publicat mai multe cărți de poezie, mai multe povestiri și studii politico-filosofice.
În eseul său Planet Wermut, publicat în mai 2012, o colecție de texte parțial nu complet noi, Oksana Zabujko încearcă să explice Ucraina, acest „ultimul teritoriu al Europei” și tragediile sale istorice.
Oksana Zabujko notează că generația ei de scriitori, cunoscută și sub numele de generația de la Cernobîl, care nu s-a ocupat literar până acum de catastrofa, așa cum și secolul al XX-lea este încă nedigerat pentru ei. 
În timpul Revoluției Demnității, poziția ei negativă față de Rusia s-a intensificat, spunând că a fost un „coșmar importat” al unui „scenariu meloman, complicat, bine gândit pentru a ne pune țara pe foc și, evident, a o distruge”. De asemenea, ea a precizat că Ianukovici și partidul său au jucat un rol principal în scenariu, dar cu siguranță nu l-au scris ei înșiși, iar autorul era în mod clar un irațional.  În mai 2014, cu greu i-a venit să creadă că se duce un nou tip de război împotriva Ucrainei.
Ea a observat mai târziu că invazia și propaganda rusă au făcut opusul a ceea ce s-a intenționat; ele contribuie la consolidarea identității culturale și a independenței instituțiilor culturale din Ucraina.
În decembrie 2016, ea a fost una dintre semnatarii la apelul Festivalului Internațional de Literatură de la Berlin „ Opriți crima în masă din Alep! ”.

## Premii
- 2009: Artist in Residence in der Villa Sträuli in Winterthur
- 2013: Premiul literar Angelus pentru Muzeul Secretelor Uitate, în traducerea poloneză de Katarzyna Kotyńska.
- 2019: Premiul Taras-Schewtschenko pentru cartea „І знов я влізаю в танк...“
- 2020: BBC Ucraina Cartea anului pentru volumul de eseuri „Planeta Pelin“

## Opere
Poezie
- Second Attempt (2005) Друга спроба

Proză
- Польові дослідження з українського сексу. Kiev 1996.
- Сестро, сестро. Fapt, Kiev 2003.
- Музей Покинутих Секретів. Kiev 2009.

Non-ficțiune
- Notre Dame d'Ukraine: A Ukrainian Woman in the Conflict of Mythologies (2007) Notre Dame d'Ukraine: Українка в конфлікті міфологій
- Lasă-mi poporul să plece: 15 texte despre revoluția ucraineană (Let my people go. 15 текстів про українську революцію). Kiev 2005.
- Cronicile Fortinbras (Хроніки від Фортінбраса) Kiev 1999.
- Filosofia ideii ucrainene și contextul european: perioada [Ivan] Franko (Філософія української ідеї та європейський контекст: Франкід сьриод сьперопейський). Kiev, Osnovy 1992.
- Планета Полин (Planeta Pelin), Kiev, Komora 2020

Caseta de interviu
- Psalimpsest ucrainean: Oksana Sabushko în conversație cu Iza Chruślińska (Український палімпсест: Оксана Забужко у розмові з ІХроюсліню з Ізоь). Kiev 2014.
  - Palimpsest ucrainean: Oksana Zabuzko w rozmowie z Iza Chruslinska. Wroclaw 2013.